# Alireza Haghighi
Alireza Haghighi (en persa: علیرضا حقیقی‎; Teherán, 2 de mayo de 1988) es un futbolista iraní que juega en la demarcación de portero para el Sanat Naft Abadan F. C. de la Liga Azadegan.

## Biografía
En 2006 debutó como futbolista a los 18 años de edad con el Persépolis FC de su país natal. Jugó en el club durante cinco temporadas, llegando a ganar la Liga Premier de Irán en 2008 y la Copa Hazfi en dos ocasiones. Tras jugar 98 partidos, en 2011 el FC Rubin Kazan se hizo con sus servicios. Tan sólo jugó durante dos partidos en su etapa en el club, ya que era el portero reserva. Ganó la Copa de Rusia en la temporada 2011/2012 y la Supercopa de Rusia en el mismo año. Tras no tener hueco como primer portero se fue en calidad de cedido al Persépolis FC y posteriormente al SC Covilhã, para volver al club ruso de nuevo en 2014. En dicha temporada volvió a marcharse en calidad de cedido, esta vez al FC Penafiel portugués.

## Selección nacional
Haghighi fue convocado por primera vez para la selección de fútbol de Irán en 2010 bajo las órdenes del seleccionador Afshin Ghotbi.
En 2012 Haghighi fue convocado también para disputar la Campeonato de la Federación de Fútbol de Asia Occidental de 2012 en Kuwait. Debutó en el campeonato contra Baréin, partido que finalizó con un resultado de 0–0. El 1 de junio de 2014, fue incluido en la lista definitiva de Irán para disputar la Copa Mundial de Fútbol de 2014 a las órdenes de Carlos Queiroz. El 16 de junio de 2014, Haghighi debutó en el partido inicial de su selección en el mundial contra Nigeria.

### Participaciones en Copas del Mundo
| Mundial                        | Sede   | Resultado      | Partidos | Goles |
| ------------------------------ | ------ | -------------- | -------- | ----- |
| Copa Mundial de Fútbol de 2014 | Brasil | Fase de grupos | 3        | 0     |

## Clubes
| Club                      | País     | Año       | Partidos | Goles |
| ------------------------- | -------- | --------- | -------- | ----- |
| Persépolis F. C.          | Irán     | 2006-2011 | 98       | 0     |
| F. C. Rubin Kazán         | Rusia    | 2011-2013 | 47       | 0     |
| Persépolis F. C. (cedido) | Irán     | 2013      | 32       | 0     |
| S. C. Covilhã (cedido)    | Portugal | 2013-2014 | 14       | 0     |
| F. C. Rubin Kazán         | Rusia    | 2014      | 16       | 0     |
| F. C. Penafiel (cedido)   | Portugal | 2014-2015 | 23       | 0     |
| F. C. Rubin Kazán         | Rusia    | 2015      | 1        | 0     |
| C. S. Marítimo            | Portugal | 2016      | 5        | 0     |
| AFC Eskilstuna            | Suecia   | 2017      | 17       | 0     |
| GIF Sundsvall             | Suecia   | 2018      | 0        | 0     |
| F. C. Nassaji Mazandaran  | Irán     | 2019-2020 | 21       | 0     |
| Gol Gohar Sirjan F. C.    | Irán     | 2020-2021 | 20       | 0     |
| F. C. Nassaji Mazandaran  | Irán     | 2021-2023 | 62       | 0     |
| Havadar S. C.             | Irán     | 2023-2024 | 28       | 0     |
| F. C. Kheybar             | Irán     | 2025      | 2        | 0     |
| Sanat Naft Abadan F. C.   | Irán     | 2025-     |          |       |

## Palmarés

### Campeonatos nacionales
| Título               | Club                     | País  | Año  |
| -------------------- | ------------------------ | ----- | ---- |
| Liga Premier de Irán | Persépolis F. C.         | Irán  | 2008 |
| Copa Hazfi           | Persépolis F. C.         | Irán  | 2010 |
| Copa Hazfi           | Persépolis F. C.         | Irán  | 2011 |
| Copa de Rusia        | F. C. Rubin Kazán        | Rusia | 2012 |
| Supercopa de Rusia   | F. C. Rubin Kazán        | Rusia | 2012 |
| Copa Hazfi           | Nassaji Mazandaran F. C. | Irán  | 2022 |